# 켈산

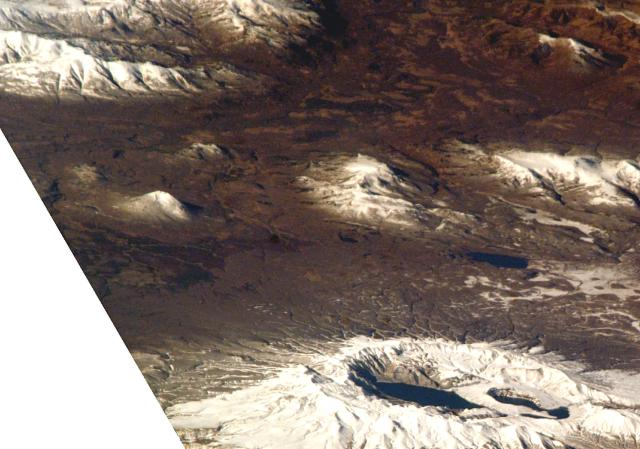

켈산(Kell)은 러시아의 캄차카반도에 있는 성층 화산이다.